# Panoz Spyder
La Panoz Spyder (conosciuta anche come Panoz LMP-1 Roadster S) è una vettura sport prototipo da competizione realizzata dalla squadra Panoz Motorsports secondo i regolamenti ACO LMP, ha gareggiato nella celebre 24 Ore di Le Mans e nel campionato ALMS dal 1999 al 2003. 
Questo prototipo è diventato noto per l'impostazione tecnica inconsueta, diversamente dalle altre vetture della categoria montava infatti il propulsore in posizione anteriore centrale.

## Storia
La caratteristica principale di questo prototipo è la collocazione del motore V8 che è posizionato anteriormente, questa soluzione tecnica è stata imposta dal proprietario della squadra, Don Panoz, ricco magnate statunitense di origini italiane, amante delle vetture di classica impostazione americana (motore V8 anteriore e trazione posteriore), ma anche per questioni di marketing in quanto la Panoz è anche una modesta azienda artigianale che produce Gran Turismo stradali in piccola serie con queste impostazioni tecniche.

La Spyder deriva dal telaio della Panoz Esperante GTR, una Gran Turismo Prototipo di classe GT1 progettata e costruita dal telaista Reynard, schierata negli anni 1997-1998 nel Campionato FIA GT e alla 24 Ore di Le Mans.
Le modifiche apportate nel 1999 ai regolamenti ACO, l'arrivo di nuove vetture che aggiravano il concetto di GT (come la Toyota GT-One) portarono ad un'escalation nell'aerodinamica e nelle prestazioni, la Panoz Esperante GTR divenne in breve inadatta per gareggiare ai massimi livelli, ciò indusse Don Panoz a sviluppare una nuova vettura per meglio contrastare gli avversari.  Mantenendo invariato lo schema tecnico caro al proprietario, sfruttando telaio, motore e componenti della precedente Esperante GTR, si decise di trasformare la coupé in una spyder infatti privando il prototipo del largo parabrezza e del tetto, si otteneva una buona penetrazione aerodinamica e un buon flusso d'aria verso l'alettone posteriore rendendo la vettura di nuovo competitiva.

## Tecnica

### Motore
Anche il motore, seppur opportunamente rivisto e preparato, è un tradizionale V8 Ford di 6.000 cm³, con angolo di bancata di 90°, a 2 valvole per cilindro azionate da aste e bilancieri, non certo sofisticato quanto altri motori prettamente da competizione contemporanei, ma dotato comunque di buona potenza, circa 620 CV a 7.200 giri al minuto. Punto debole di questa unità erano gli ingombri e i consumi superiori ai rivali.

### Telaio
Va riconosciuto il merito a Don Panoz di aver schierato dopo diversi anni un prototipo a motore anteriore, impostazione abbandonata da tempo a favore della disposizione posteriore centrale per motivi di bilanciamento dei pesi e di trazione migliori.
Telaio e carrozzeria sono in fibra di carbonio con inserti in alluminio a nido d'ape. Il motore anteriore centrale è in realtà compreso tra due strutture: un telaio posteriore che è quello principale, nel quale vi è anche l'abitacolo e un telaio anteriore che funge da struttura di supporto per sospensioni, sterzo e musetto. La vettura è dotata di un cambio sequenziale a 6 rapporti elettroattuato, il peso totale della vettura è di circa 900 kg.

### Aerodinamica
Normalmente, la maggior parte del carico aerodinamico di una vettura LMP, è ottenuto per mezzo del diffusore posto prima dell'asse anteriore e dagli estrattori posti dopo le ruote anteriori lungo le fiancate, ovviamente il posizionamento anteriore dell'ingombrante motore e dei suoi organi non ha permesso di ottenere un buon flusso d'aria sotto la scocca necessario a sviluppare effetto suolo sull'asse anteriore, tuttavia proprio il peso del motore che gravava sulle ruote anteriori permetteva buona direzionalità e un buon inserimento in curva, la posizione arretrata dell'abitacolo consentiva al pilota di avere maggiore sensibilità sul comportamento del retrotreno che aveva la tendenza a saltellare essendo leggero rispetto a quello dei prototipi a motore posteriore centrale.

## Risultati sportivi
Nonostante le sue caratteristiche uniche e in controcorrente, la Spyder si rivela competitiva, infatti nella gara del debutto le due vetture presenti si piazzano al 1° e al 2° sul Circuito di Mosport Park in Canada, poi sorprende nelle prequalifiche di Le Mans 1999, segnando un secondo tempo assoluto a solo 84 millesimi di secondo dalla veloce Toyota GT-One di Martin Brundle, mettendosi dietro parecchie vetture ben più quotate. In gara invece lamentano qualche problema al cambio e la prima Panoz si piazza settima assoluta. Sempre nel 1999 nel campionato American Le Mans Series, la Spyder ottiene le prime vittorie conquistando il titolo costruttori ai danni della rivale BMW V12 LMR.
Il miglior piazzamento alla 24 Ore di Le Mans resta quello dell'edizione del 2000 con un quinto posto assoluto.
Dal 2000 al 2003, la Spyder vince altre 5 corse nel campionato ALMS, riuscendo anche a battere l'Audi R8 Sport; rivelandosi più competitiva e affidabile della vettura che era stata progettata nel 2001 per sostituirla, la Panoz LMP07, tanto che la Panoz Motorsport abbandonerà la nuova versione a favore della vecchia e collaudata Spyder.